# Cortiçô de Algodres

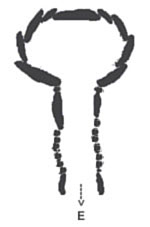
Grundriss einer „breitkammerigen“ Anta

Die Megalithanlage Cortiçô de Algodres, (auch Casa da Orca de Cortiçô – (deutsch „Haus der Orca“ (Hexe) von Cortiçô genannt) oder nur Anta bzw. Orca de Cortiçô) liegt etwa 600 m westlich der kleinen Straße, die von Fornos de Algodres nach Norden über Algodres nach Maceira führt, in der Região Centro in Portugal.
Anta ist die portugiesische Bezeichnung für etwa 5000 Megalithanlagen oder Dolmen, die während des Neolithikums im Westen der Iberischen Halbinsel von den Nachfolgern der Cardial- oder Impressokultur errichtet wurden. Die Anta liegt in charakteristischer Weise auf einer Anhöhe, von der aus man einen weiten Rundblick hat. 1988/89 ist sie restauriert worden.
Es handelt sich um eine Anta mit Breitkammer. Sie besteht aus neun Tragsteinen, einem kurzen Gang, und dem noch aufliegendem Deckstein. Der Stirnstein (am Ende der Kammer) und die beiden benachbarten pfeilerartigen Tragsteine sind aus feinkörnigem Granit, während die meisten anderen Tragsteine und der Deckstein aus einem Feldspatkristalle aufweisenden groben Granit bestehen. Einige Tragsteine weisen stark abgewitterte Reste von Wandmalerei auf.
Das dürftige Fundmaterial, ein Steinbeil und drei Pfeilspitzen, die typologisch in die Kupferzeit zu datieren sind, befindet sich im Museu Nacional de Arqueologia in Lissabon.
Etwa einen Kilometer westlich liegt die Anta Orca da Matança. In der Nähe liegt die Nekropole von Forcadas.